# Elvis sandwich
L'Elvis sandwich, anche noto come peanut butter and banana sandwich (PB&B), o peanut butter, banana and bacon sandwich (PB,B&B), è un alimento statunitense. È un sandwich con banane affettate o schiacciate e pancetta racchiuso fra due fette di pane tostate e cosparse di burro di arachidi. Il panino viene normalmente cotto in padella o su una piastra. Non va confuso con il simile Fool's Gold, che contiene la confettura d'uva al posto delle banane.

## Storia
L'Elvis sandwich prende il nome dal celebre cantante statunitense Elvis Presley, e viene principalmente ricordato perché era uno dei panini preferiti di Elvis assieme al Fool's Gold. Sebbene i panini con banane e burro di arachidi vengano spesso menzionati nei resoconti che riportano le abitudini alimentari del cantante, la pancetta, che è un ingrediente di base dell'Elvis sandwich, non viene sempre menzionata nei resoconti che parlano degli alimenti più apprezzati da Elvis. Un libro su Presley e sua madre Gladys Love Smith asserisce che l'artista consumasse "un sandwich dopo l'altro con il suo burro di arachidi preferito, fette di banana e pancetta croccante". Un altro testo descrive l'artista intento a parlare "febbrilmente fino all'alba" mentre "divora" panini contenenti banane schiacciate.
Oltre ad essere stato menzionato in numerosi libri di cucina e articoli di giornale, il sandwich di Elvis viene venduto in diversi ristoranti e catene statunitensi specializzate nella vendita di panini al burro di arachidi.

## Varianti
Sono state preparate numerose varianti del sandwich di Elvis pubblicizzate sfruttando la notorietà del cantante di Tupelo. Nigella Lawson del programma di cucina Nigella Bites ne preparò uno con burro di arachidi fritto, burro e pane bianco. Un'altra variante è il peanut butter club sandwich, che combina l'Elvis sandwich con il club sandwich e a base di lattuga, zucchero di canna e succo di limone. Il panino viene persino menzionato in un libro di cucina per cani intitolato The Everything Cooking for Dogs Book. Il libro propone una ricetta ispirata al panino di Elvis a base di ingredienti alternativi fra cui patate dolci, carote, zucca e mele.